# Amina bint al-Hajj ʿAbd al-Latif
Amina bint al-Hajj ʿAbd al-Latif (en arabe : أمينة بنت الحاج عبد اللطيف), en activité en 1802 et morte vers 1812, est une juriste et scribe marocaine, qui a travaillé à Tétouan au cours du XIXe siècle.

## Biographie
Au XIXe siècle, il était plus courant pour les hommes que pour les femmes de travailler comme scribes dans le monde islamique. Pourtant, en Espagne et en Afrique du Nord, quelques femmes ont réussi à faire carrière. Amina bint al-Hajj ʿAbd al-Latif est l'une de ces femmes,. Bien que l'on sache peu de choses sur sa jeunesse, sa formation est mentionnée dans le Tarikh Titwan (Histoire de Tétouan) de Muhammad Daʾud (1908–1984). Da'ud rapporte que le père d'Amina bint al-Hajj ʿAbd al-Latif lui a enseigné le droit et le métier de scribe.
On sait qu'elle était en activité à Tétouan sous le règne du sultan Sulayman, et on connait deux œuvres connues copiées par elle qui ont survécu. La première est une section finale d'At-Targhib wat-Tarhib (en), un recueil de paroles du prophète Mahomet. Le manuscrit est daté de 1802. Le second est une copie du Coran datée de 1812 qui comporte sa signature. Elle se distingue par la finesse de ses copies manuscrites,.
Bien que la date précise de son décès soit inconnue, il est admis qu'elle a été enterrée chez elle à Hawmat al-Mataymar (quartier de Metámar).